# Rue de la Fontaine-au-Roi
Rue de la Fontaine-au-Roi (ulice Královské fontány) je ulice v Paříži. Nachází se v 11. obvodu. Je pojmenovaná podle bývalé fontány ze 17. století, která byla napájena z pramenů na návrší Belleville.

## Poloha
Ulice vede od křižovatky s Rue du Faubourg-du-Temple a Rue de la Folie-Méricourt končí na Boulevardu de Belleville. Ulice je orientována zhruba ze západu na východ.

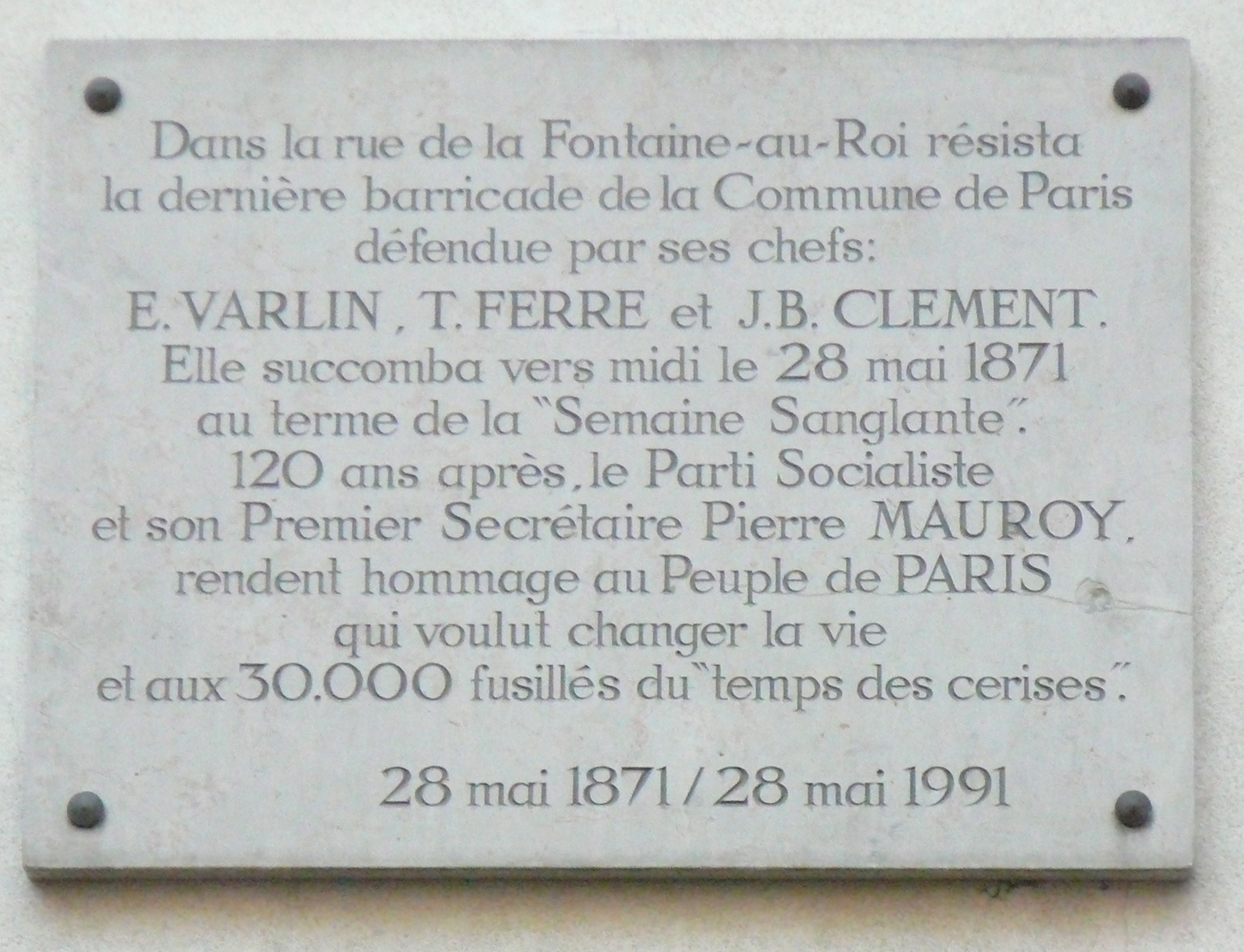
Pamětní deska z roku 1991 upomínající na poslední barikádu

## Historie
Název ulice Chemin du Mesnil se poprvé objevuje v roce 1652. Později byl změněn na Rue des Fontaines-du-Roi, za Velké francouzské revoluce na Rue de la Fontaine-nationale a v letech 1806–1814 na Rue Fontaine.
Ulice vstoupila do francouzských dějin tím, že zde během Pařížské komuny odolávala poslední barikáda komunardů, která padla 28. května 1871.